# Alberto Tonut
Alberto Tonut, né le 19 avril 1962, à Trieste, en Italie, est un ancien joueur de basket-ball italien. Il évolue aux postes d'ailier et d'ailier fort. 

## Palmarès
- Champion d'Europe 1983
- Vainqueur des Jeux méditerranéens de 1983 et 1993